# Arnold Stadler
Arnold Stadler, né le 9 avril 1954 à Meßkirch, dans le Bade-Wurtemberg, en Allemagne, est un écrivain allemand contemporain, à la fois romancier, essayiste, poète et traducteur. Il remporte plusieurs prix, notamment le prix Georg- Büchner en 1999, la plus prestigieuse distinction littéraire allemande.

## Biographie
Arnold Stadler a grandi à Rast, une commune qui appartient à Sauldorf, un village voisin de son lieu de naissance Meßkirch. Il a étudié la théologie catholique à Munich et à Rome, et la philologie allemande à l'université de Fribourg-en-Brisgau et à celle de Cologne.
La première recommandation énergique et enthousiaste relative à son œuvre littéraire est venue en 1994 de Martin Walser. Ses écrits, en grande partie autobiographiques, sont souvent en relation avec sa région natale (« Heimat »). Leurs thèmes abordent la modification de ce secteur marqué ruralement et l'apatridie (« Heimatlosigkeit »).

## Œuvres
- Kein Herz und keine Seele. Man muss es singen können, Gedichte, Erker-Verlag, St. Gallen 1986
- Das Buch der Psalmen und die deutschsprachige Lyrik des 20. Jahrhunderts. Zu den Psalmen im Werk Bertolt Brechts und Paul Celans (= Dissertation zur Erlangung des Doktorgrades der Phil. Fak. der Univ. Köln, vorgelegt von A. Stadler 1986), Böhlau Verlag, Köln, Wien 1989
- Ich war einmal, Roman, Residenz, Salzburg 1989
- Feuerland, Roman, Residenz, Salzburg 1992
- Mein Hund, meine Sau, mein Leben, Roman, Residenz, Salzburg 1994
- Warum toben die Heiden und andere Psalmen, Residenz, Salzburg 1995
- Gedichte aufs Land, mit Offsetlithografien von Hildegard Pütz, Eremiten-Presse, Düsseldorf 1995
- Der Tod und ich, wir zwei, Residenz, Salzburg 1996
- Johann Peter Hebels Unvergänglichkeit, Mayer, Berlin/Stuttgart 1997
- Ausflug nach Afrika. Eine Wintergeschichte, Édition Isele, Eggingen 1997
- Volubilis oder Meine Reisen ans Ende der Welt, Erzählungen, Édition Isele, Eggingen 1999
- Ein hinreissender Schrotthändler, Roman, DuMont, Köln 1999, Taschenbuch Goldmann, München 2001
- Die Menschen lügen. Alle. Und andere Psalmen, Insel, Frankfurt a.M. 1999
- Erbarmen mit dem Seziermesser, Essays, DuMont, Köln 2000
- Tohuwabohu. Heiliges und Profanes, gelesen und wiedergelesen von Arnold Stadler nach dem 11. September 2001, Anthologie, DuMont, Köln, August 2002
- Sehnsucht. Versuch über das erste Mal, Roman, DuMont, Köln, August 2002
- Eines Tages, vielleicht auch nachts, Roman, Jung und Jung, Salzburg, Wien 2003
- Mein Stifter. Porträt eines Selbstmörders in spe, DuMont, Köln, 2005
- Komm, gehen wir. Roman, S. Fischer, Frankfurt a. M., 2007.
- Salvatore, S. Fischer, Frankfurt a. M. 2008
- Träumen vom Fliegen, mit dem Fotokünstler Jan von Holleben, Hoffmann und Campe, Hamburg 2008
- Einmal auf der Welt. Und dann so. Roman (kompilierte, überarbeitete und erweiterte Fassung der Romane Ich war einmal, Feuerland und Mein Hund, meine Sau, mein Leben), S. Fischer, Frankfurt a. M. 2009
- New York machen wir das nächste Mal. Geschichten aus dem Zweistromland, S. Fischer, Frankfurt a. M. 2011
- Auf dem Weg nach Winterreute: Ein Ausflug in die Welt des Malers Jakob Bräckle, Jung und Jung, Salzburg, Wien 2012
- Da steht ein großes JA vor mir. Zu einer Arbeit von Margaret Marquardt. Jung und Jung, Salzburg 2013,  (ISBN 978-3-99027-039-4).
- Bilder als Partituren des Lebens:  Ein Ausflug in die Welt des Malers Jakob Braeckle. Eine Vergegenwärtigung. Steiner, Stuttgart 2013,  (ISBN 978-3-515-10444-9)
- Rauschzeit. S. Fischer, Frankfurt am Main 2016,  (ISBN 978-3-10-075139-3).

## Distinctions
- Prix Literaturförderpreis der Jürgen-Ponto-Stiftung (1989)
- Prix de Promotion Hermann Hesse pour Feuerland (1994)
- Prix Nicolas Born de poésie de la Hubert Burda Stiftung (1995)
- Prix Thaddäus Troll (1996)
- Prix Marie Luise Kaschnitz (1998)
- Prix de la littérature Stadtschreiber von Bergen-Enkheim (1998/1999)
- Prix de la littérature alémanique - Alemannischer Literaturpreis (1999)
- Prix Georg Büchner (1999)
- Médaille du mérite du Land de Bade-Wurtemberg (2002)
- Prix Stefan Andres (de) (2004)
- Docteur honoris causa de la Freien Universität Berlin (FB Geschichts- und Kulturwissenschaften, Seminar für Katholische Theologie; Laudatorin: Annette Schavan) (2006).
- Prix Kleist (2009) (déterminé par Péter Esterházy)
- Prix Johann Peter Hebel (2010)

Stadler est membre du Conseil de fondation pour le prix de la paix des libraires allemands.